# زنا مارشال
زنا مارشال (انگلیسی: Zena Marshall؛ ۱ ژانویهٔ ۱۹۲۶ – ۱۰ ژوئیهٔ ۲۰۰۹) یک هنرپیشه اهل بریتانیا بود. وی بین سال‌های ۱۹۴۵ تا ۱۹۶۷ میلادی فعالیت می‌کرد.
از فیلم‌ها یا برنامه‌های تلویزیونی که وی در آن نقش داشته است می‌توان به دکتر نو اشاره کرد.